# Charlie Siem
Charlie Siem, né à Londres le 14 janvier 1986 , est un violoniste classique contemporain anglais.

## Biographie
Le père de Charlie Siem est l'homme d'affaires Kristian Siem (no). Il commence l'étude du violon à l'âge de cinq ans. Il étudie à l'Eton College et au Girton College à Cambridge, puis poursuit ses études de violon avec Itzhak Rashkovsky et Shlomo Mintz. Il exécute son premier concerto avec orchestre à 15 ans et joue avec le Royal Philharmonic Orchestra à 18 ans.
Siem est un lointain parent du compositeur et violoniste virtuose norvégien Ole Bull.
Charlie Siem joue sur le « d'Egville », un violon Guarnerius del Gesù de 1735, dont un précédent propriétaire était Yehudi Menuhin.

## Carrière
Charlie Siem a joué avec des orchestres du monde entier, comme l’Orchestre symphonique de Londres, le Royal Philharmonic Orchestra, l’Orchestre philharmonique de Rotterdam, l’Orchestre symphonique national tchèque et l'Orchestre philharmonique de Bergen. En 2008, il fait une tournée au Royaume-Uni avec l’Orchestre philharmonique de Moscou pour jouer le concerto pour violon de Chostakovitch qui est acclamé par la critique.
Le premier album de Charlie Siem est sorti en 2008 et propose des sonates pour violon de Grieg et Elgar. Il remporte un beau succès : il est nommé « Album du Mois » par la revue Strad et il est évalué à cinq étoiles par le magazine BBC Music.
En 2009, la célébrité de Charlie Siem s’étend et se consolide pour le placer comme l’un des plus brillants artistes classiques, il donne des concerts dans le monde entier. Sa versatilité se manifeste par ailleurs à travers une collaboration unique avec le Royal Ballet à Londres, au Japon, au Danemark et à Cuba.
L’année 2010 est marqué de faits importants pour la carrière de Charlie Siem, il interprète Bruch et Dvorak, des concerts avec l’Orchestre Symphonique National Tchèque dirigé par Libor Pesek, plusieurs concerts au Royal Albert Hall et des concerts à New York et Tel Aviv. En automne de la même année, Charlie Siem est annoncé comme figure de la tournée Night of the Proms auprès de Grace Jones, John Fogerty, Boy George et Cliff Richard. Cette tournée de 40 dates a lieu en Belgique, Hollande, Allemagne, Danemark et Pologne.
Le violoniste a signé un contrat avec Warner Classics et Jazz – qui regroupe des générations d’artistes et de groupes célebres. De cette nouvelle relation est né un album apprécié par la critique, qui comporte un répertoire spectaculaire : Paganini, Sarasate, Wieniawski[Lequel ?] et Kreisler.

## Vie privée
En 2023, il épouse Viola Arrivabene Valenti Gonzaga (née en 1991), arrière-petite-fille d'Henri d'Orléans (1908-1999), comte de Paris,  d'où : 
- Ada Malfada Siem (née en 2023)[1]